# كارل هاينز
كارل هاينز (بالإنجليزية: Carl Hines)‏ هو سياسي أمريكي، ولد في 23 مارس 1931 في لويفيل في الولايات المتحدة.